# Medaille für Kunst und Wissenschaft (Hamburg)
Die Medaille für Kunst und Wissenschaft der Freien und Hansestadt Hamburg wurde 1956 gestiftet. Mit ihr sollen Personen für besondere, herausragende Leistungen von bleibendem Wert für Hamburg auf den Gebieten der Forschung, Wissenschaft oder Kunst ausgezeichnet werden. Sie ist nicht mit Geldzuwendungen verbunden, sondern dient ausschließlich der Anerkennung.

## Preisträger
- 1956: Rudolf Laun, Jurist
- 1957: Robert Johannes Meyer, Jurist
- 1958: Leo Raape, Jurist
- 1959: Hermann und Philipp Reemtsma, Mäzene; Alfred Töpfer, Mäzen; Gustaf Gründgens, Schauspieler
- 1960: Carl Georg Heise, Kunsthistoriker
- 1961: Hans Leip, Schriftsteller
- 1963: Ernst Georg Nauck, Mediziner; Heinrich Pette, Neurologe; Christian Wegner, Verleger
- 1964: Wilhelm Huth; Percy Ernst Schramm, Historiker; Gustav Bolland, Historiker
- 1966: Hermann Holthusen, Mediziner; Richard Seifert
- 1967: Willy Maertens, Schauspieler und Regisseur
- 1968: Gerhard Marcks, Bildhauer
- 1969: Kurt A. Körber, Mäzen; Werner Otto, Mäzen
- 1970: Ida Ehre, Direktorin der Hamburger Kammerspiele; Rolf Liebermann, Intendant der Hamburgischen Staatsoper; Eduard Söring, Mäzen
- 1976: Ernst Hauswedell, Kunstauktionator, Verleger; Mary Lavater-Sloman, Schriftstellerin
- 1978: Hans W. Hertz, Notar
- 1980: Boy Gobert, Intendant Thalia Theater
- 1984: Walter Jens, Schriftsteller und Rhetorikprofessor; Will Quadflieg, Schauspieler
- 1985: Ben Witter, Journalist und Schriftsteller
- 1987: Wolfgang Hildesheimer, Schriftsteller und Maler; Horst Janssen, bildender Künstler; Günter Kranz; György Ligeti, Komponist
- 1988: Hans Drescher, Experte für historische Metallurgie; Günter Grass, Schriftsteller
- 1989: Gerda Gmelin, Theaterleiterin und Schauspielerin; Heidi Kabel, Volksschauspielerin; Hans Platschek, Maler
- 1990: Werner Hofmann, Direktor der Hamburger Kunsthalle, Kunstwissenschaftler; Kurt Kranz, Maler; Inge Meysel, Schauspielerin
- 1991: Eberhard Fechner, Schauspieler und Regisseur; Jürgen Flimm, Intendant Thalia Theater; Friedrich Schütter, Leiter des Ernst Deutsch Theaters; Günter Wand, Dirigent
- 1992: Placido Domingo, Tenor; Gerd-Wolfgang Essen, Tibetologe[1]
- 1993: Richard J. Evans, Historiker; Ralph Giordano, Schriftsteller; Zuzana Růžičková, Cembalistin
- 1994: Naftali Bar-Giora Bamberger, Dokumentation jüdischer Friedhöfe; Peter Rühmkorf, Schriftsteller
- 1997: Hans J. Müller-Eberhard, Forschung; Gudrun Piper und Max H. Mahlmann, bildende Künstler
- 2000: Vitus B. Dröscher, Tierforscher, Schriftsteller und Journalist; Per Nørgård, Komponist; Klara Tenner-Rácz und Paul Rácz, AIDS-Forscher
- 2003: György Ligeti, Komponist (zum 2. Mal); John Neumeier, Choreograph, Ballettchef
- 2006: Wolf Biermann, Dichter, Liedermacher; Jürgen Lüthje, Präsident der Universität Hamburg; F. C. Gundlach, Fotograf und Sammler; Yu-Chien Kuan, Sinologe; Shan Fan, Designer; Peter Zadek, Regisseur
- 2009: Robert Wilson, Theaterregisseur, Maler und Designer
- 2015: Hermann Rauhe, Musikhochschulpräsident, Autor, Musikpädagoge, Rundfunkredakteur
- 2016: Axel Schildt, Direktor der Forschungsstelle für Zeitgeschichte in Hamburg (FZH) und Professor für Neuere Geschichte am Historischen Seminar der Universität Hamburg